# Kiyohiro Hirabayashi
Kiyohiro Hirabayashi (平林 輝良寛 Hirabayashi Kiyohiro?), född 4 juni 1984 i Aichi prefektur, är en japansk fotbollsspelare.
Hirabayashi började sin karriär 2003 i Nagoya Grampus Eight. Efter Nagoya Grampus Eight spelade han för Sagan Tosu, FC Kariya, Zweigen Kanazawa och Renofa Yamaguchi FC. Han avslutade karriären 2016.